# Benjamin Baier
Benjamin Baier (Aschaffenburg, 1988. július 23. –) német labdarúgó, a Rot-Weiß Essen középpályása, csapatkapitánya.

## Pályafutása
Baier fiatalon a Teutonia Obernau, a Viktoria Aschaffenburg és a Kickers Offenbach csapataiban nevelkedett. Utóbbi színeiben 2007 novemberében mutatkozott be, Denis Epstein helyére állt be a Fürth ellen 2–1-es vereséggel végződő másodosztályú mérkőzésen, ezt az idényben 11 másik követte. Az Offenbach a szezon végén kiesett a harmadosztályba, a következő idény első felét végigjátszotta, de november 1-én az SpVgg Unterhaching elleni mérkőzésen súlyos sérülést szenvedett, a szezon hátralevő részében már nem is lépett pályára. A 2009–10-es szezonban is a sérülésével küzdött, mindössze 8 bajnokin lépett pályára, 1 gólt és 1 gólpasszt azért így is nevéhez írhattak.
2010-ben a Regionalliga Nordban (negyedosztály) szereplő RB Leipzigbe igazolt. A lipcseieknél visszatért régi formája: végigjátszotta a szezont, 3 gólt szerzett, 6 gólpasszt adott. A 2011–12-es szezont ismét a harmadosztályban és Hessenben kezdhette, ugyanis az SV Darmstadt 98 szerződtette. Darmstadti időszakában nem kapott túl sok lehetőséget, az Arminia Bielefeld ellen, a másodosztályba jutásért játszott, és drámai körülmények között megnyert találkozókon sem lépett pályára. A 2014–15-ös szezont már a Regionalliga Westben szereplő Rot-Weiß Essenben kezdte, ahol állandó játéklehetőséghez jutott, a csapatkapitányi karszalagot is megkapta. A 2017–18-as szezon kezdetén a Borussia Dortmund ellen játszott felkészülési mérkőzésen két alkalommal is Roman Bürki hálójába talált, 3–2-re meg is verték a sárga-feketéket.

## Magánélete
Bátyja, Daniel Baier és édesapja, Jürgen Baier is profi, a Bundesligában is pályára lépő labdarúgó.